# Iglesia de San Lucas (Toconao)
La Iglesia de San Lucas es un templo católico ubicado en la localidad de Toconao, comuna de San Pedro de Atacama, Región de Antofagasta, Chile. En conjunto con su campanario, que se encuentra separado de la iglesia, fue declarada monumento nacional de Chile, en la categoría de monumento histórico, mediante el Decreto Supremo n.º 5058, del 6 de julio de 1951.

## Historia
La iglesia fue construida en 1744, y su campanario se encuentra separado del edificio. En 2019, luego de intensas precipitaciones en el sector, se registró el colapso del techo de la iglesia.

## Descripción
Está construida a partir de bloques de liparita canteada extraída de una cantera cercana, al igual que gran parte de las construcciones de Toconao.